# Sitalá, Chiapas
Sitalá là một đô thị thuộc bang Chiapas, México. Năm 2005, dân số của đô thị này là 10246 người.